# Chris Ofili
Christopher Ofili CBE (Manchester, 10 de outubro de 1968) é um pintor britânico e vencedor do Prêmio Turner. Em 2015, apareceu na lista de 100 pessoas mais influentes do ano pela Time.